# Grallina cyanoleuca
Grallina cyanoleuca là một loài chim trong họ Monarchidae.

## Hình ảnh

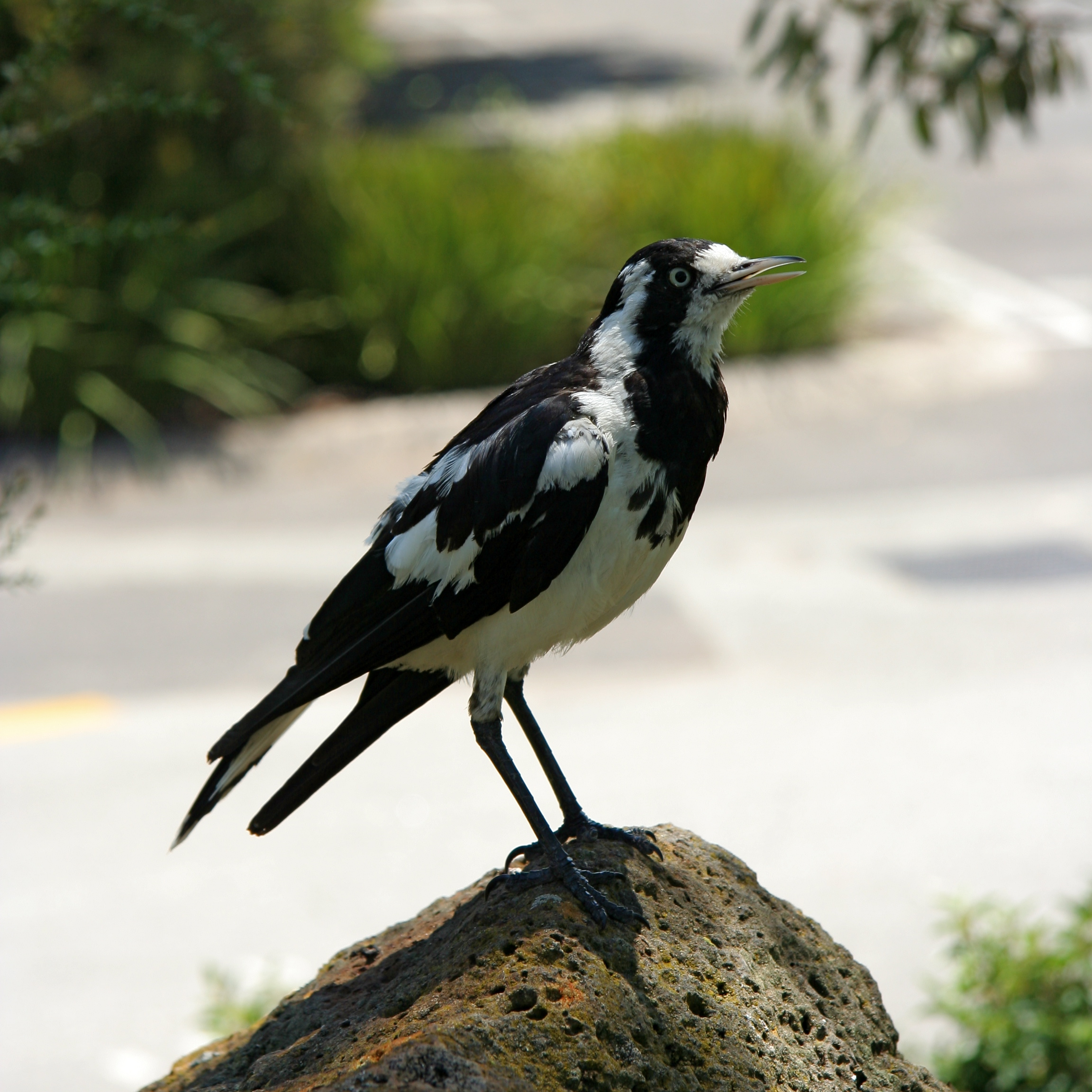
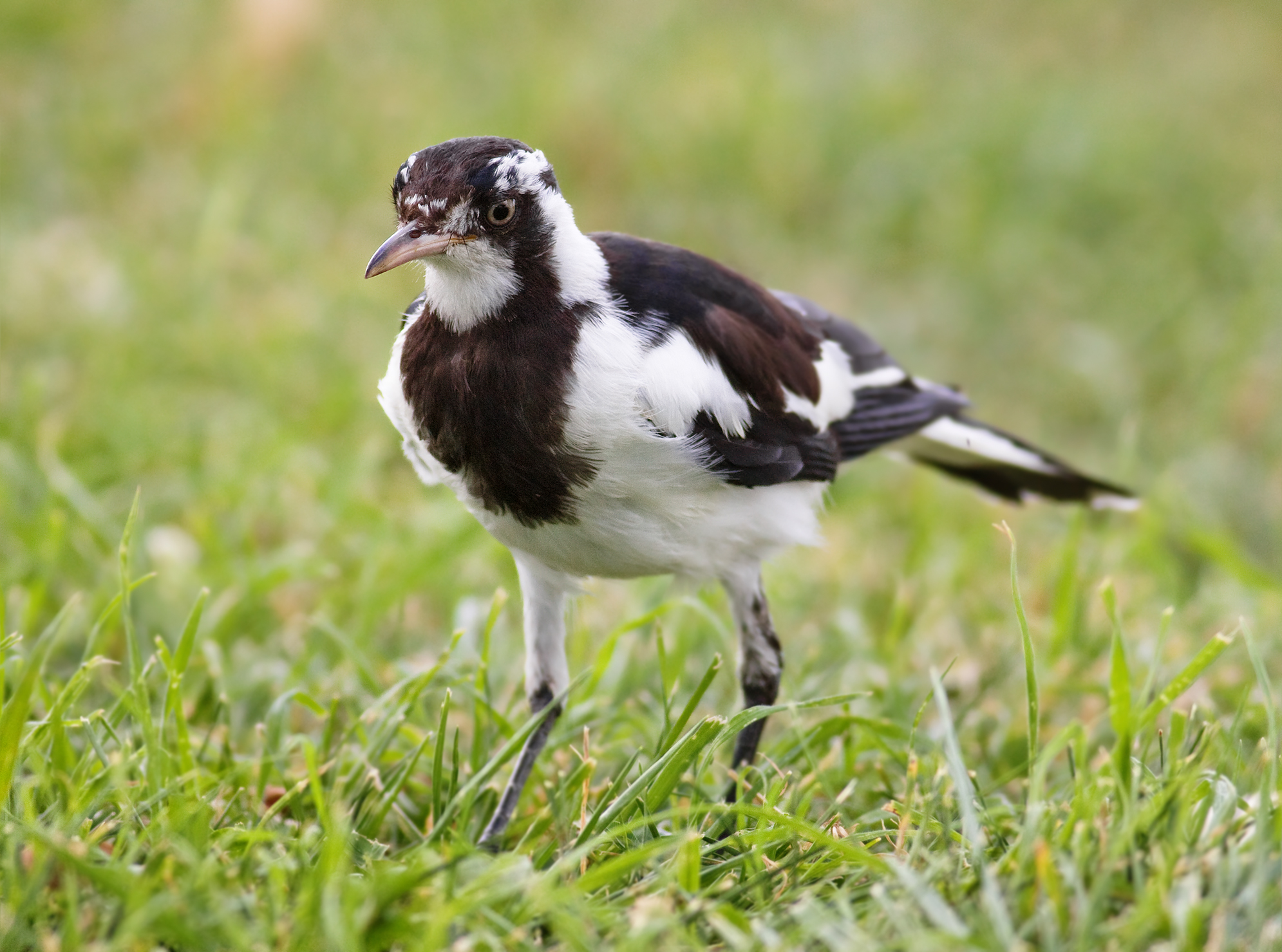
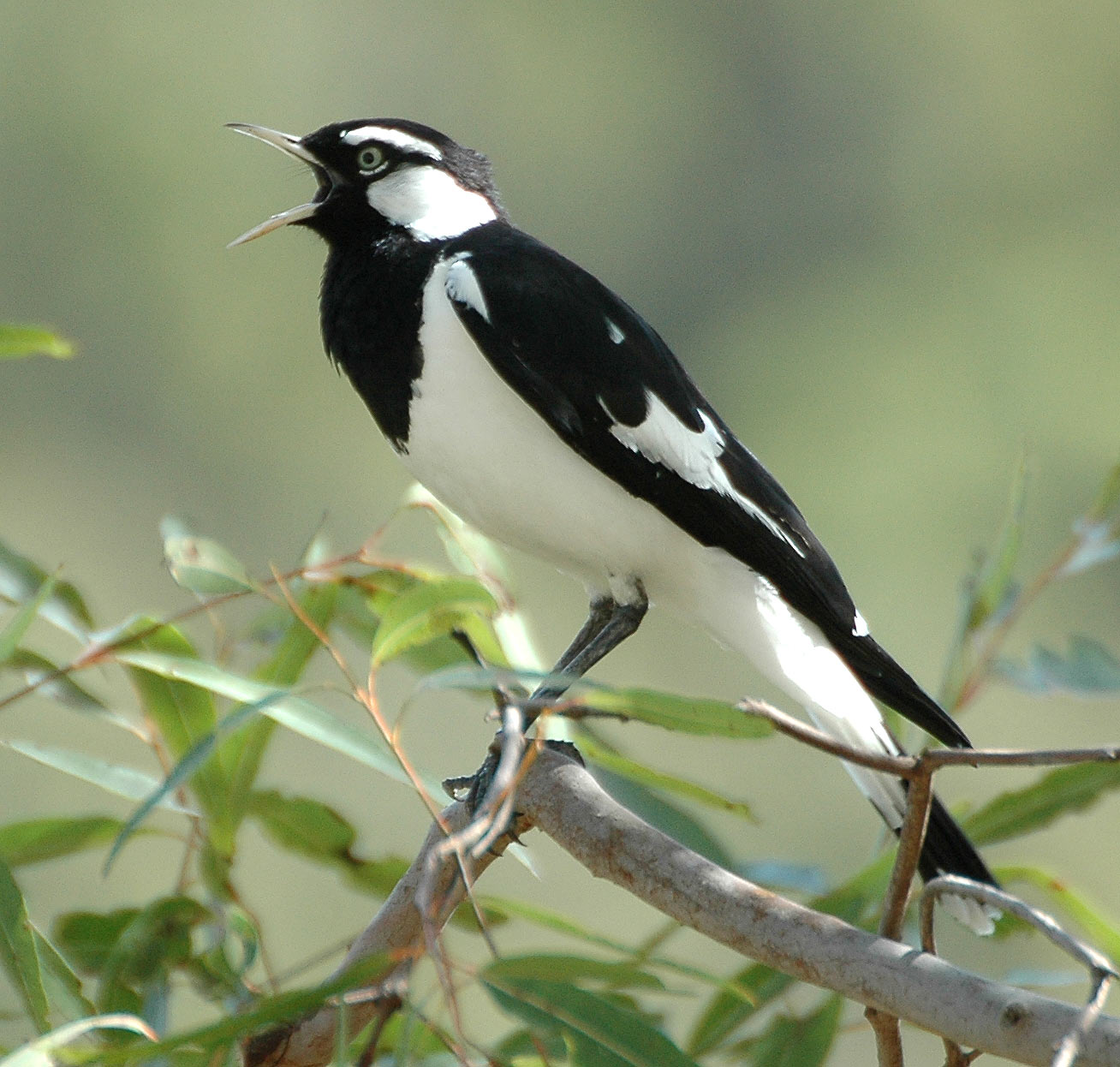
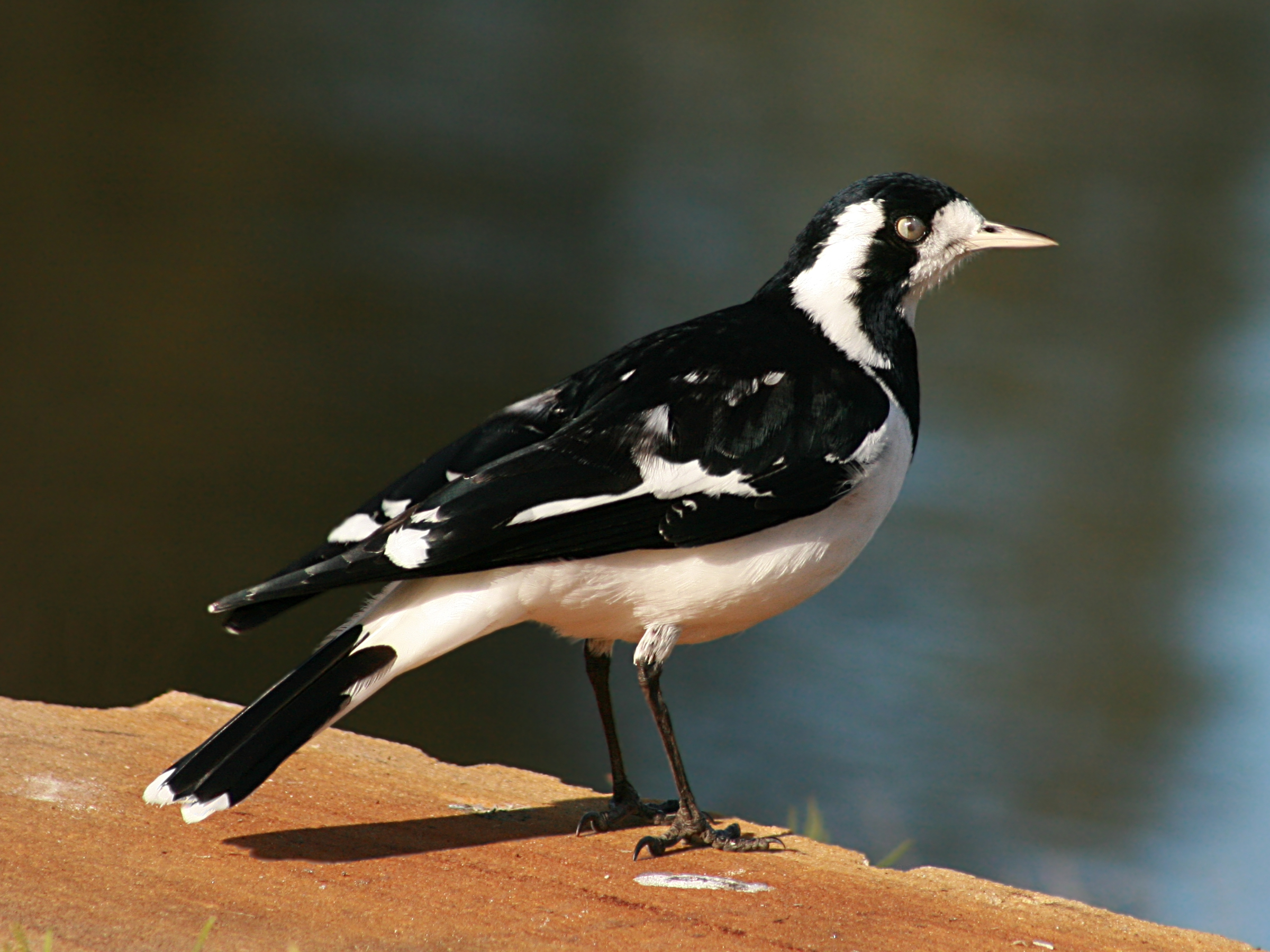
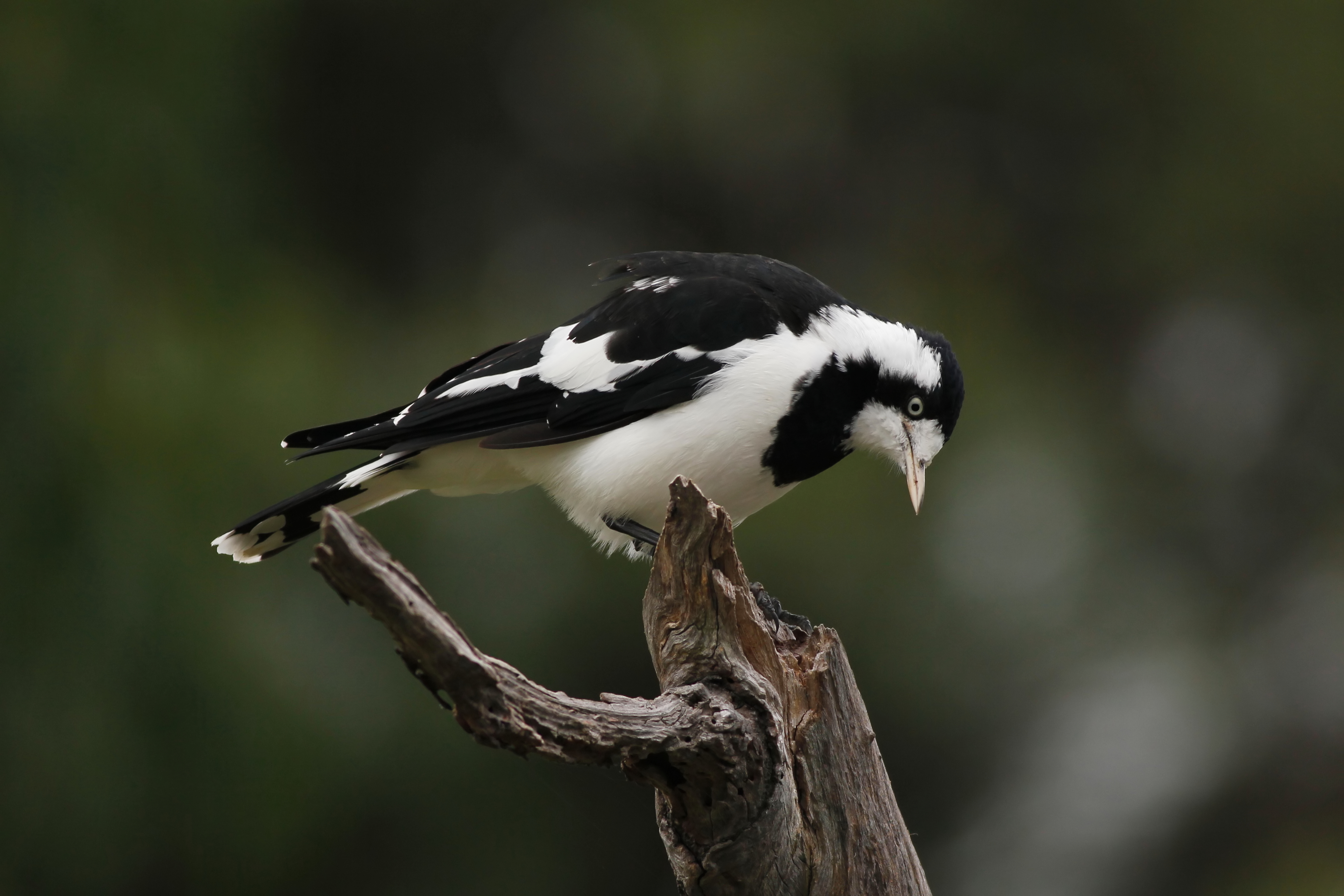
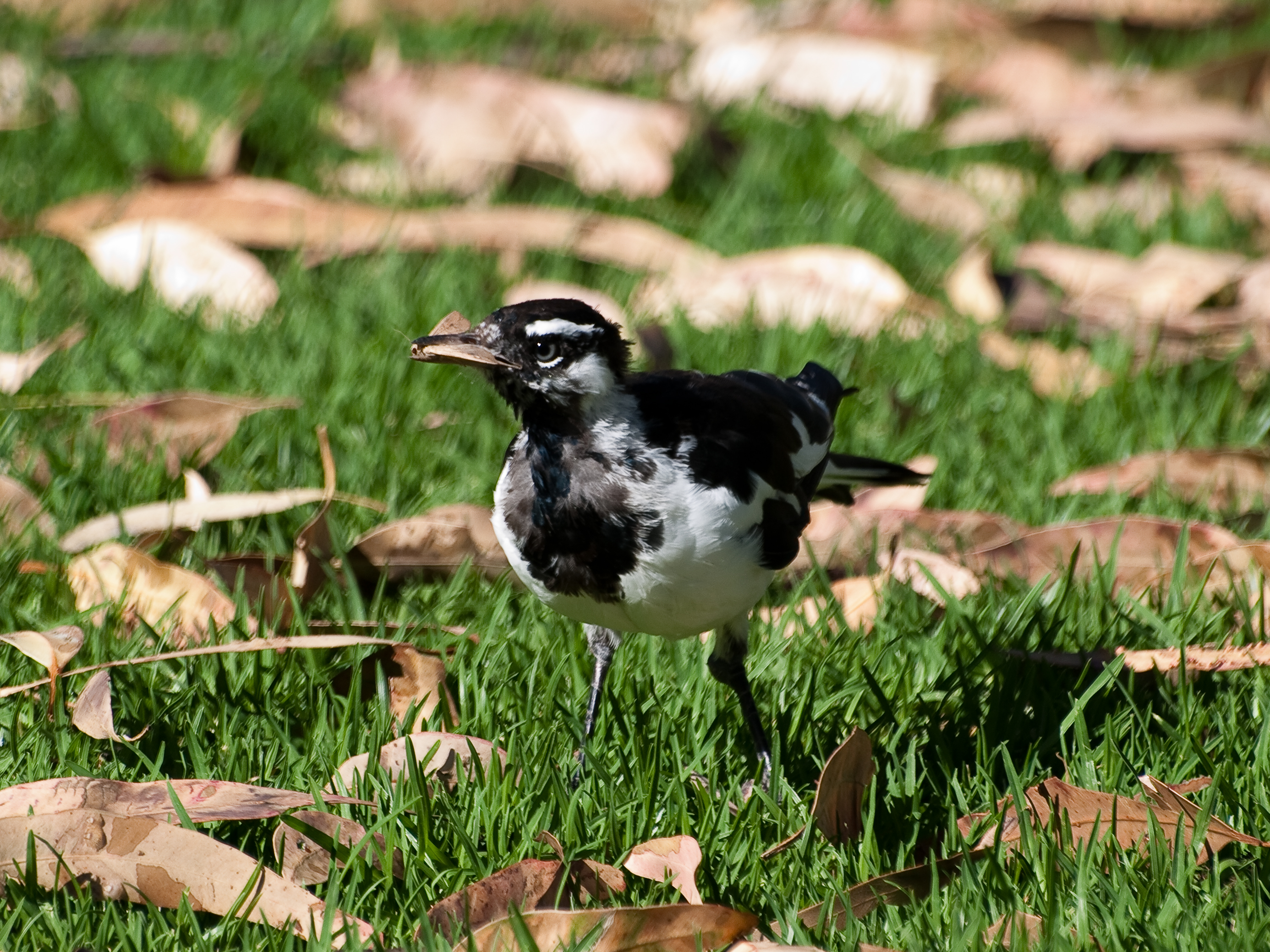
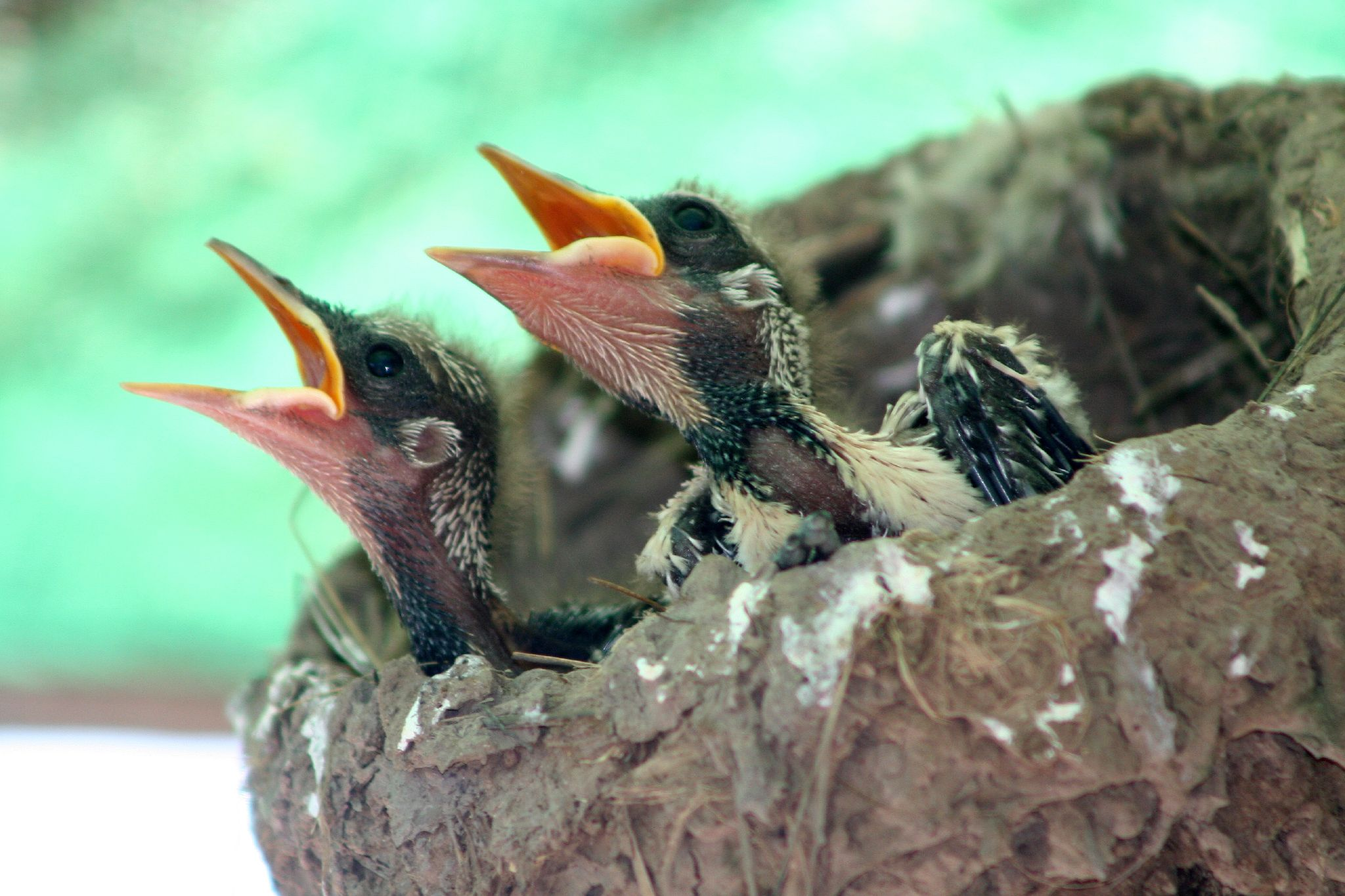